# Johannes Anthonie Balthasar Stroebel

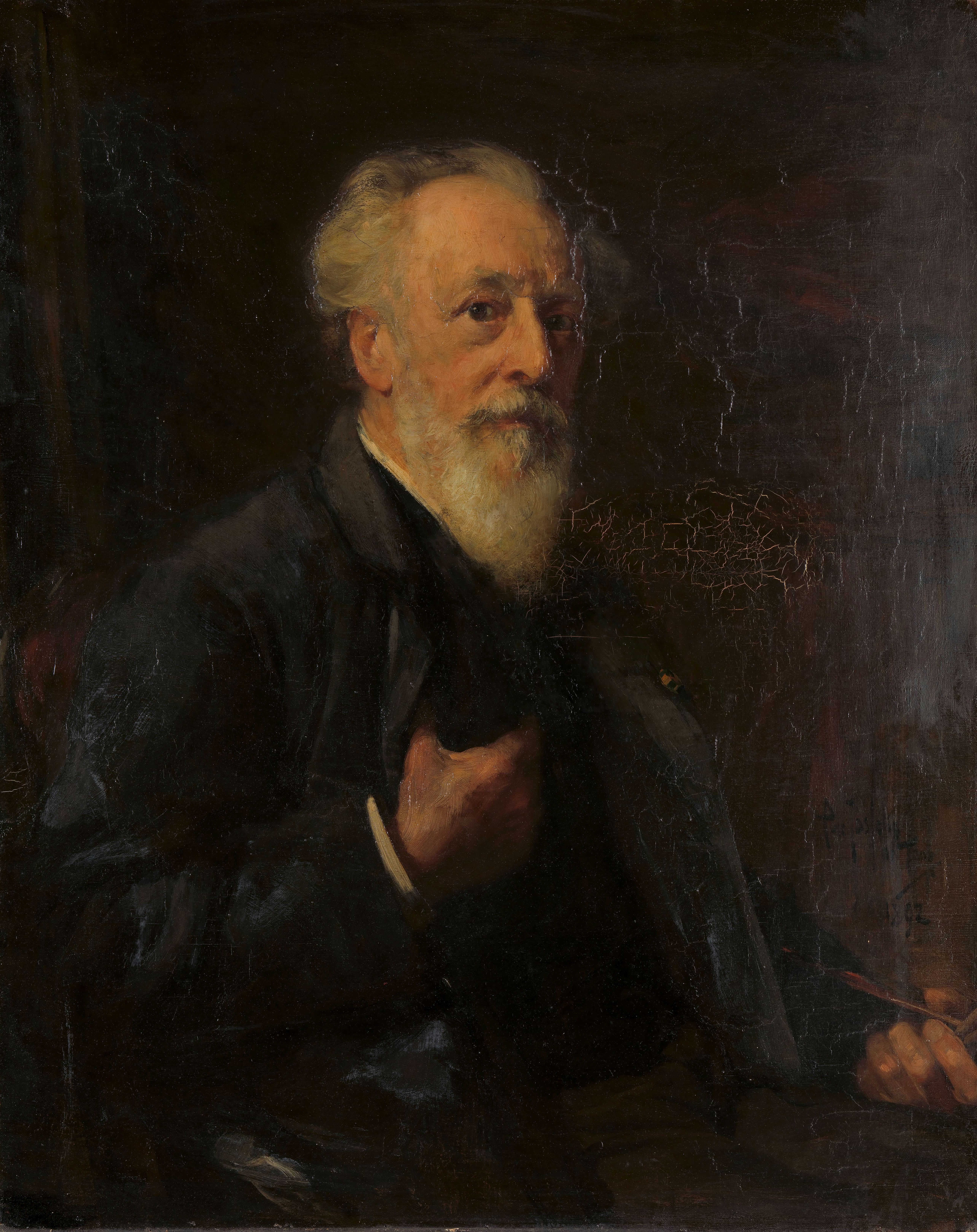
Porträt Stroebels durch Pieter de Josselin de Jong (1892)

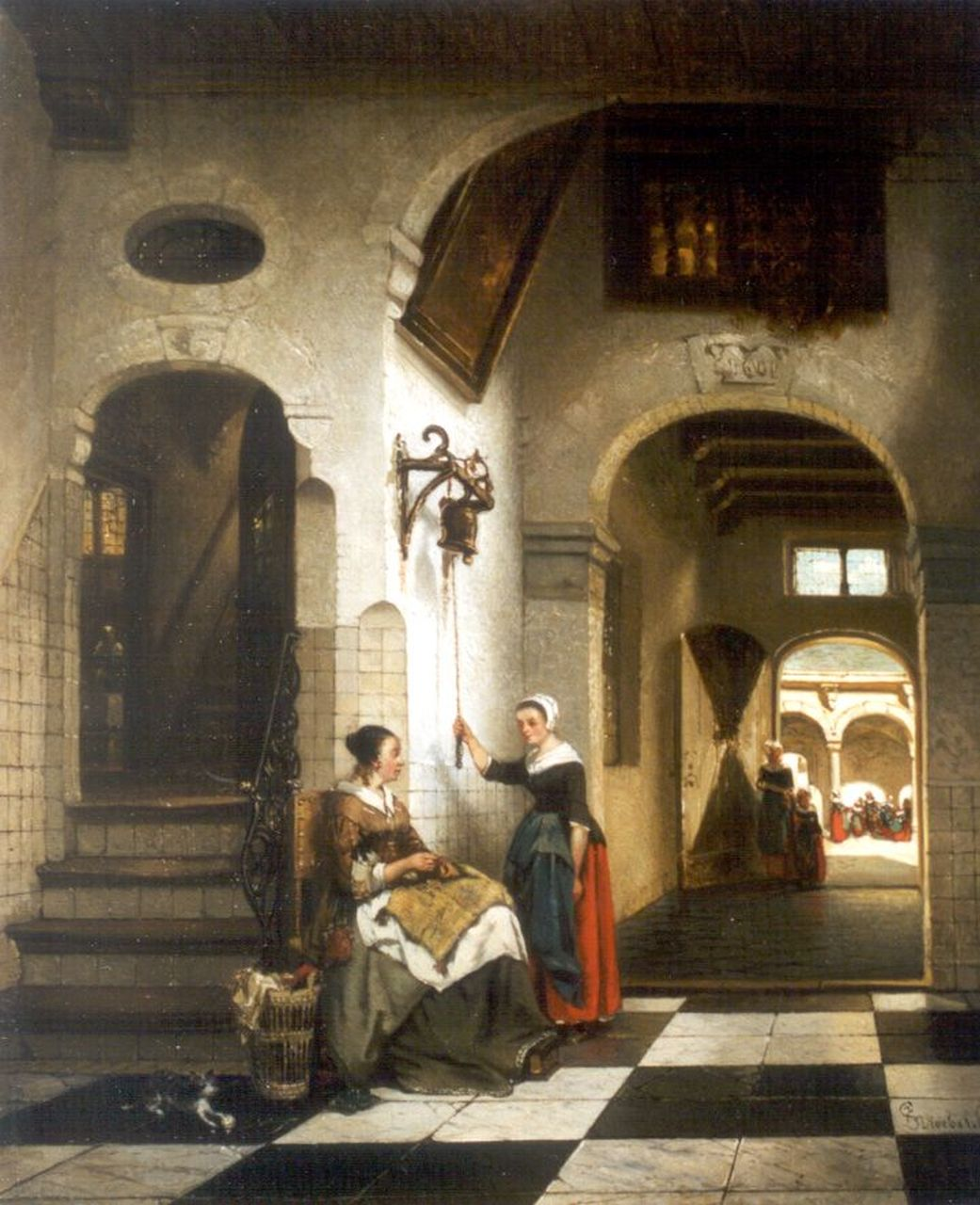
Waisenhaus Amsterdam

Johannes Anthonie Balthasar Stroebel (* 23. November 1821 in Den Haag; † 21. August 1905 in Leiden) war ein niederländischer Genremaler, Aquarellist, Radierer und Lithograf. 
Stroebel studierte an der Haager Koninklijke Academie van Beeldende Kunsten bei Bartholomeus Johannes van Hove und dessen Sohn Hubertus van Hove. 
Nach dem Vorbild von Johannes Vermeer und insbesondere von Pieter de Hoogh malte er hauptsächlich Genrebilder und typische altniederländische Interieurs mit Figuren in Kostümen aus dem 17. Jahrhundert. 
Seine Gemälde zeichnen sich durch warme Farben und einfallendes Sonnenlicht aus. Oft hat er auch sogenannte Ausblicke genutzt, durch die ein Raum oder Hof durch eine offene Tür oder Fenster sichtbar ist, was die Tiefe andeutet. 
Neben der Ölmalerei beschäftigte er sich mit der Aquarelle, Radierungen und Lithographien.
Ströbel unterrichtete an der Kunstakademie von Den Haag und war der Lehrer von Jacob Maris, Charles Paul Gruppé, Hermina van der Haas und Louis Stutterheim. Er arbeitete hauptsächlich in Den Haag, aber auch in Renkum, Leiderdorp und Leiden. Er war Mitglied des Haager „Pulchri Studio“ und der Amsterdamer „Arti et Amicitiae“-Gesellschaft. 
Seine Werke befinden sich unter anderem in den Sammlungen des Rijksmuseum Amsterdam, des Gemeentemuseum Den Haag, des Kröller-Müller-Museums in Otterlo, des Teylers Museums in Haarlem und des Museum Boijmans Van Beuningen in Rotterdam.